# Culicoides cornutus
Culicoides cornutus är en tvåvingeart som beskrevs av Meillon 1937. Culicoides cornutus ingår i släktet Culicoides och familjen svidknott. Inga underarter finns listade i Catalogue of Life.